# Leontios Peltasta
Leontios Peltasta – dowódca peltastów Filipa V, członek spisku Apellesa.
Po raz pierwszy zarówno o Leontiosie, jak i o pozostały członkach spisku, Polibiusz wspomina pod koniec IV księgi Dziejów, a relacja o udziale dowódcy peltastów w spisku zajmuje dużą część V księgi. Z jego przekazu dowiadujemy się, iż zmarły w 221 r. p.n.e. Antygon Doson prowadził przemyślana politykę wewnętrzną, starając się zapobiec rywalizacji na dworze, obsadzał poszczególne stanowiska odpowiednimi osobami.
Wśród opiekunów 16-letniego Filipa znalazł się Appelles, Leontios został dowódcą peltastów, Megaleas – naczelnikiem królewskiej kancelarii, Aleksander – dowódcą straży przybocznej, a Taurion objął sprawy peloponeskie.   Polibiusz zaznacza przy tym, że Appelles chciał zmienić pozostawiony przez Antigonosa układ stosunków. Polibiusz nie pozostawia cienia wątpliwości, co do roli Leontiosa, a także Megaleasa, w tym układzie sił, mówiąc, że Apelles miał (ich) całkowicie w swym ręku.  Natomiast do osób bardzo niewygodnych dla Apellesa niewątpliwie należeli Taurion i Aleksander, ze względu na zajmowane stanowiska, na które opiekun małoletniego Filipa V chciał przeznaczyć osoby zależne od niego i w ten sposób skupić jak największą władzę w swoim ręku. Ciekawe są informacje Polibiusza jakoby Leontios i Megaleas  byli wielce niezadowoleni z sukcesów militarnych Filipa V, co miałoby świadczyć o planach ich zdrady, jest to raczej argument ex post, mający uzasadnić wyeliminowanie obu ważnych dostojników. Podobnie doniesienia o tym, że Leontios celowo opóźniał marsz wojska, aby przeszkodzić planom króla mogą mieć analogiczna genezę.
Spór władcy ze spiskowcami wybuchł na nowo dość nieoczekiwanie podczas uczty wydanej na cześć zwycięstwa pod Stratos, w czasie której Megaleas wraz z Leontiosem zelżyli słownie a potem zaczęli nań (Aratosa) ciskać kamienie. Zdarzenie doprowadziło do niepokojów w obozie oraz wzbudziło podejrzenia Filipa. Wedle świadectwa Polibiusza sam Leontios wymknął się przed królewską interwencją. Król zaś wezwał Megeleasa i Krinona (bliżej nieznana postać), ostro ich złajał, ukarał ich grzywną wysokości dwudziestu talentów i wtrącił ich do więzienia. W związku z uwidaczniającą się stronniczością Polibiusza nie można być pewnym co do postawy w tym sporze samego Arata, ale wiadomo na pewno, że macedońskiemu władcy zależało na utrzymaniu dobrych stosunków z achajskim politykiem i w tym celu całą winą mógł obarczyć ludzi ze swojego otoczenia.  Leontios próbował jeszcze wymóc na królu zwolnienie Megaleasa, ale spotkał się ze zdecydowaną postawą władcy, który nie zamierzał zmieniać raz podjętej decyzji.
Król poddał sprawę pod rozpatrzenie przez radę „przyjaciół”, która podtrzymała wyrok wydany przez władcę oraz wysokość nałożonej grzywny. Warto tu zaznaczyć, że zarzuty przedstawiał Aratos. Wedle relacji achajskiego historyka rada wydała swój wyrok jednomyślnie, co może świadczyć o jej  zależności od Filipa V.  Dzięki poręczeniu przez Leontiosa zasądzanej kwoty grzywny dwudziestu talentów Megaleas znalazł się wkrótce na wolności. Nie widząc możliwości powrotu do łask króla, Leontios, Megaleas i Ptolemajos   podburzali peltastów i agema, głosząc, że mimo ich poświęcenia nie tylko nie otrzymują należnych im zgodnie z ze zwyczajem łupów, to jeszcze nie oddaje się im sprawiedliwości. Niewątpliwie wzniecone niepokoje były wymierzone przeciw Achajczykom. W wyniku zajścia Filip musiał przybyć do Koryntu i w tamtejszym amfiteatrze zwołać zgromadzenie. Udało mu się opanować sytuację dzięki obietnicy powszechnej "Amnestai" – amnestii. Jednak obietnica ta nie uspokoiła Leontiosa. Postanowił on odwołać się do pomocy Apellesa, który jednak, jak podaje Polibiusz, nie miał już żadnego posłuchu u Filipa, z powodu nadużyć jakich się dopuścił. Mimo specjalnego powitania przez oddziały wojskowe, król zareagował bardzo chłodno i, jak podaje Polibiusz, niezapraszany przez Filipa nie uczestniczył w ucztach. Zdając sobie sprawę z niełaski Apellesa, Megaleas postanowił szukać schronienia najpierw w Atenach, a następnie w Tebach. Niewątpliwie właśnie ten fakt stał się pretekstem dla Filipa do uwięzienia Leontiosa, który był poręczycielem Megaleasa. W tym czasie zapadła decyzja o wysłaniu peltastów  pod wodzą Tauriona do Tryfylii. Pomimo uwięzienia Leontiosowi udało się zawiadomić o swoim losie peltastów, którzy zwrócili się z oficjalnym żądaniem, aby Filip zaczekał ze śledztwem w sprawie postawionych zarzutów do ich powrotu, w przeciwnym razie będą uważali się za wielce zlekceważonych i wzgardzonych. Jeśli zaś Leontios został zatrzymany jako poręczyciel dwudziestu talentów to oni zbiorą i zwrócą sami te pieniądze.
Wstawiennictwo prawdopodobnie tylko przyspieszyło egzekucję dowódcy peltastów.
Tzw. sprawa Leontiosa stała się jednym z ważniejszych argumentów w sporze o konstytucjonalny charakter monarchii macedońskiej.